# Michael Gilden

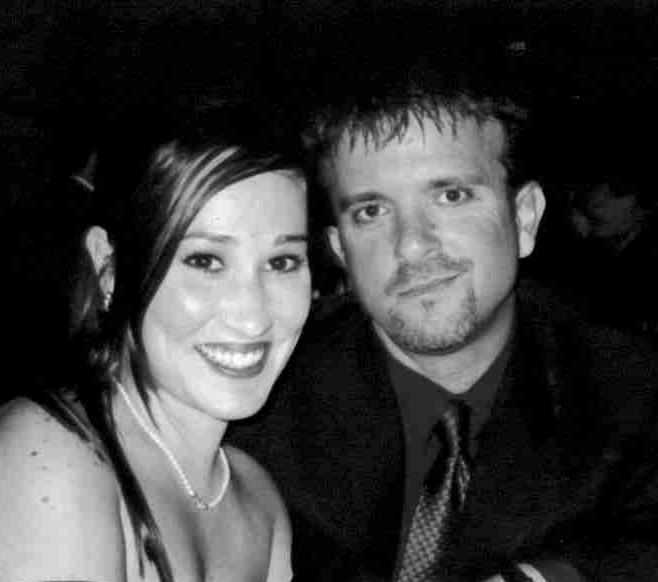
Michael med Meredith Eaton-Gilden.

Michael Gilden, född 22 september 1962 i Los Angeles, Kalifornien, död genom självmord 5 december 2006 i Los Angeles, Kalifornien, var en amerikansk skådespelare och stuntman. 
Gilden var dvärg och god vän med skådespelaren och stuntmannen Martin Klebba. Han var gift med Elena Bertagnolli mellan 30 maj 1992 och december 1994 då de skilde sig. Han var även gift med Meredith Eaton, som också var  dvärg, från 20 maj 2001 till hans död. 
Michael Gilden begick självmord genom att hänga sig i sin bostad i Los Angeles.

## Filmografi
- 2006 – Against Type
- 2003 – Nudity Required
- 2001 – Twice Upon a Christmas
- 2001 – Snövit
- 1994 – Pulp Fiction
- 1993 – Freaked
- 1983 – Jedins återkomst

Gilden har även medverkat i serier som CSI, Förhäxad och Navy NCIS.